# Менгеле, Йозеф
Йо́зеф Ме́нгеле (нем. Josef Mengele МФА: [ˈjoːzɛf ˈmɛŋələ]о файле; 16 марта 1911, Гюнцбург, Бавария — 7 февраля 1979, Бертиога, Сан-Паулу, Бразилия) — немецкий учёный-медик, нацистский преступник, проводивший медицинские опыты на узниках концлагеря Освенцим во время Второй мировой войны. Доктор медицины (MD).
Менгеле лично занимался отбором узников, прибывающих в лагерь, проводил эксперименты над заключёнными. Его жертвами стали десятки тысяч человек. После войны Менгеле бежал из Германии в Латинскую Америку, опасаясь преследований. Попытки найти его и предать суду не увенчались успехом. В кругу знакомых Йозефа Менгеле звали «Беппе» (итал. Beppe, уменьшительное от Джузеппе: итальянское произношение имени Josef), но миру он стал известен как «Ангел Смерти из Освенцима» (нем. Todesengel von Auschwitz, как его прозвали заключённые).

## Биография

### Происхождение
Йозеф Менгеле был старшим сыном в весьма обеспеченной семье Карла Менгеле и Вальбурги Хупфауэр. У него было два младших брата — Алоис и Карл-младший. Отец Йозефа был основателем компании «Менгеле и сыновья», которая производила сельскохозяйственное оборудование. Воспитанием мальчика занималась его мать — Вальбурга — женщина властная и требовательная. Отец, Карл, надеялся, что сын пойдёт по его стопам и возглавит компанию, но мальчик был очень целеустремлённым. В то время Бавария считалась оплотом национал-социализма и Йозеф, вдохновлённый идеями Гитлера о расовом превосходстве немцев, решил, что станет врачом и будет работать на благо Родины. В 1932 году Йозеф присоединился к организации «Стальной шлем», которая объединилась с нацистской организацией штурмовиков (СА) в 1933 году. Менгеле оставил организацию из-за проблем со здоровьем. Изучал медицину и антропологию в университетах Мюнхена, Вены и Бонна. Тема его докторской диссертации (1935) была «Расовые различия структуры нижней челюсти». В 1938 году получил степень доктора.
В 1938 году Менгеле вступил в нацистскую партию и в СС. В 1940 году присоединился к резервным медицинским войскам, где служил в качестве врача сапёрного батальона 5-й танковой дивизии СС «Викинг», являющейся подразделением Ваффен-СС. Получил звание гауптштурмфюрера СС и награду «Железный крест» 1-го класса за спасение двух танкистов из горящего танка.
В 1942 году был ранен на Восточном фронте и признан непригодным к службе в действующей армии. После выздоровления 24 мая 1943 года получил должность доктора «цыганского лагеря» в Освенциме. В августе 1944 года эта часть лагеря была закрыта, а все её узники — убиты в газовых камерах. После этого Менгеле был назначен главным врачом Биркенау (одного из внутренних лагерей Освенцима).

### Эксперименты над заключёнными

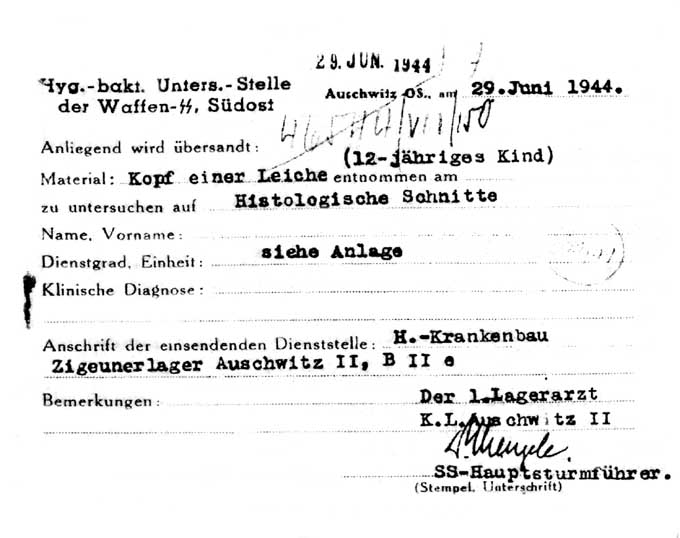
Запрос, в котором Менгеле требует предоставить ему для «исследования» голову 12-летнего ребёнка. Из архива цыганского сектора лагеря Освенцим

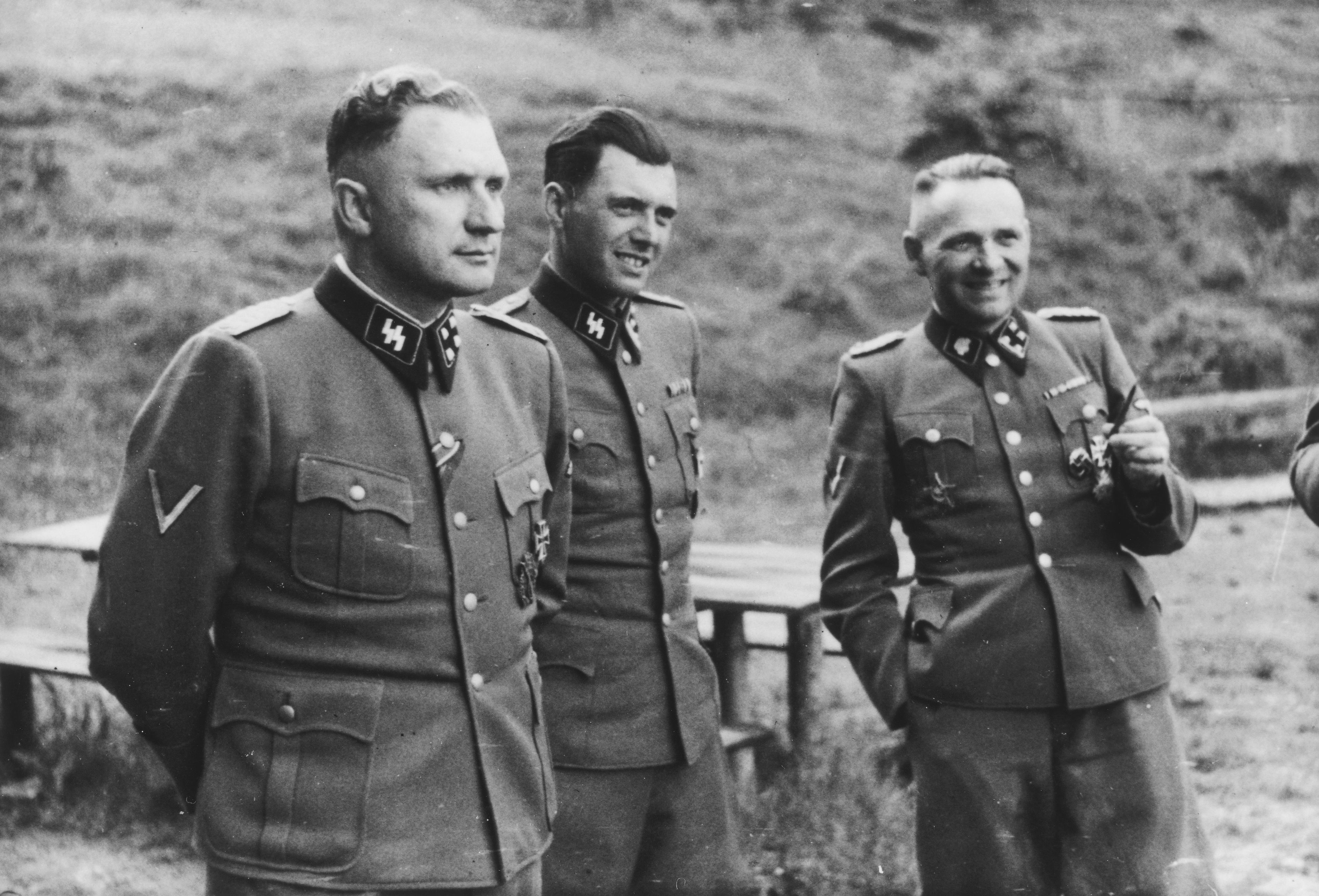
Менгеле (в центре между Рихардом Бером и Рудольфом Хёссом) в доме отдыха Солахутт, расположенном недалеко от Освенцима, 1944 год

Значительную часть работы Менгеле составляли опыты над заключёнными, включая анатомирование живых младенцев; кастрация мальчиков и мужчин без использования анестетиков; подвергал женщин ударам тока высокого напряжения с целью тестирования их выносливости. Однажды он стерилизовал группу польских монахинь при помощи рентгеновского излучения.

Я танцевала для доктора Йозефа Менгеле, также известного как «Ангел смерти». Он пришел в барак и захотел, чтобы его развлекли. Девочки, с которыми я делила свою койку, подтолкнули меня к нему, потому что знали, что я танцую. Он велел мне станцевать для него, пока он выбирает тех, кого отправит в газовую камеру. Я танцевала ради своего спасения, воображая, что под музыку Чайковского танцую в балете «Ромео и Джульетта» в Будапештском оперном театре. После этого он дал мне кусок хлеба. Я могла бы съесть его, но забралась на верхнюю полку, к своим подругам и поделилась с ними. 
— Эдит Эгер «Видеть надежду среди безнадежности»
За 21 месяц своей работы в Освенциме заработал репутацию одного из самых опасных нацистов, получил кличку «Ангел смерти». Лично встречал поезда узников, приезжавших в лагерь, и сам решал, кому из них предстоит работать в лагере, кто пойдёт на его опыты, а кто сразу же отправится в газовую камеру.
Особый интерес Менгеле вызывали близнецы. В 1943 году Менгеле выбирал близнецов из общего количества прибывавших в лагерь и поселял их в специальных бараках. Из общего количества близнецов, оцениваемого от 900 до 3 тысяч (450—1500 пар), выжили порядка 300 человек. Так, Менгеле пытался создать сиамских близнецов, сшив между собой цыганскую двойню. Дети перенесли ужасные муки, начиналось заражение крови. Среди его экспериментов были попытки изменить цвет глаз ребёнка впрыскиванием различных химикатов в глаза, ампутации органов и прочее. Люди, оставшиеся в живых после этих опытов, вскоре умерщвлялись. Менгеле также проявлял интерес к физиологическим аномалиям, в частности, к карликам. Проводил эксперименты над оказавшейся в Освенциме семьёй Овиц — музыкантов-лилипутов из Румынии. Жертвами Менгеле стали десятки тысяч человек.

### Последующие события
Под конец войны Менгеле был переведён в концентрационный лагерь Гросс-Розен. В апреле 1945 года, переодевшись в форму солдата, бежал на запад. Был задержан и содержался как военнопленный возле Нюрнберга, но потом его отпустили, так как его личность не была установлена. Его спасло то, что при вступлении в нацистскую партию он отказался делать себе татуировку с группой крови: людей, которые должны были её сделать, Менгеле убедил тем, что, по его мнению, квалифицированный врач перед тем, как сделать переливание крови, всё равно проведёт соответствующий анализ и не будет полагаться на татуировку (его жена Ирена позже утверждала, что Менгеле отказался её делать, потому что был нарциссом и не хотел портить кожу). Долгое время скрывался в одной из деревень в Баварии. Там он нанялся в помощники по хозяйству к одной семье. Но через некоторое время его имя стало мелькать в газетах. И в тот момент он решил пересечь границу под предлогом того, что он еврей. Ему поверили, ведь Менгеле относился к южным германцам: у него была смуглая кожа и тёмные волосы. В 1949 году Менгеле переселился в Аргентину с помощью системы «крысиных троп». Также ему помог тот факт, что Аргентина с радостью принимала нацистов. К тому времени там находились Ганс-Ульрих Рудель и Адольф Эйхман, которые также помогли Йозефу Менгеле.
В Буэнос-Айресе Менгеле в течение нескольких лет занимался нелегальной медицинской практикой, приобретя репутацию «специалиста по абортам». В 1958 году после смерти молодой пациентки он был допрошен в суде и задержан, но вскоре отпущен на свободу. Менгеле также открыл свою аптеку, а перед этим работал ещё и ветеринаром. Люди, которым помогал Менгеле, смеясь, говорили, что он выдаёт себя за другого человека.
С 1958 по 1960 год Менгеле жил с семьёй в пригороде Буэнос-Айреса Висенте-Лопес в немецком пансионе.
Однажды Менгеле отправился в Германию. Там он попал в аварию, но, позвонив отцу и уладив проблему, Менгеле вернулся в Латинскую Америку. А его сыну — Рольфу, с которым Менгеле успел встретиться, говорили, что он видел некоего «Дядю Йозефа».
После того как израильская разведка «Моссад» похитила в Буэнос-Айресе жившего под чужим именем Адольфа Эйхмана, Менгеле бежал в Бразилию. В Бразилии он прожил до 7 февраля 1979 года, когда во время купания в океане у него случился второй инсульт, в результате чего он утонул. За два года до смерти его разыскал сын Рольф, по мнению которого, отец остался нераскаявшимся нацистом, утверждавшим, что лично никому не причинял вреда и только выполнял свой долг.
Почти 35 лет Менгеле скрывался от преследований, несколько раз Симон Визенталь и «Моссад» были очень близки к его обнаружению. После поимки Адольфа Эйхмана Менгеле считался наиболее разыскиваемым нацистским преступником.
Его могила была обнаружена в 1985 году. 6 июня провели эксгумацию, затем судебно-медицинскую экспертизу, но лишь в 1992 году окончательно доказали, что в могиле лежали именно его останки. После эксгумации останки Менгеле хранились в Институте судебной медицины Сан-Паулу. С 2016 года их используют в качестве учебного материала на факультете медицины Университета Сан-Паулу.
В 2008 году бывший сотрудник «Моссада» Рафи Эйтан, руководивший оперативной группой по задержанию Эйхмана, заявил, что израильские спецслужбы вышли на след Менгеле тогда же, когда они обнаружили и Эйхмана, но отказались «убить одним махом двух зайцев», поскольку это было слишком рискованно, так как в приоритете у них была поимка именно Эйхмана.

## Личная жизнь
28 июля 1939 года он женился на Ирене Шёнбайн (нем. Irene Schönbein), с которой познакомился, когда учился в Лейпциге. Их единственный сын Рольф родился в 1944 году.
В 1954 году, спустя пять лет после побега в Аргентину, он развёлся с Иреной (она и Рольф остались жить в Германии), а 25 июля 1958 года в Нуэва-Эльвесии женился на вдове своего брата Карла Марте, у которой тоже был сын, племянник Йозефа, Карл-Хайнц Менгеле. После бегства Йозефа в Бразилию Марта разошлась с ним.
Эстонская актриса Пирет Мянгел, снявшаяся в роли Акатавы в фильме «Сердца трёх», в процессе съёмок говорила, что Йозеф Менгеле являлся её двоюродным дедом.

## Известные псевдонимы
- Вольфганг Герхард[25]
- Хосе Менгеле[25]
- Доктор Фаусто Риндон[25]
- С. Йоси Алверес Аспиазу[25]

## Образ в кинематографе
- Кнуст Дитер — «Помни имя своё» (1974, СССР-ПНР, режиссёр Сергей Колосов).
- Грегори Пек — «Мальчики из Бразилии» (1978, США, режиссёр Франклин Шеффнер).
- Гёц Георге — «Высшая правда» / Nichts als die Wahrheit (1999, Германия, режиссёр Роланд Зузо Рихтер).
- Алекс Брендемюль — «Вакольда» (2013, Аргентина, режиссёр Лусия Пуэнсо).
- Петер Карпати — «Лайко: Цыган в космосе» / Lajkó — Cigány az ürben (2018, Венгрия).
- Аугуст Диль — «Исчезновение Йозефа Менгеле» (2025).

## В музыке
- Текст песни Angel of Death группы Slayer основан на истории Йозефа Менгеле[26].

## В литературе
Книга Лидии Максимович в соавторстве с Паоло Родари «Девочка, не умевшая ненавидеть. Мое детство в лагере смерти Освенцим». Воспоминания девочки, в трёхлетнем возрасте отобранной Менгеле для опытов, и выжившей после полутора лет его экспериментов.

## Награды[27]
- Германский спортивный знак (DRL) в бронзе
- Шеврон старого бойца
- Нарукавная лента 5-й танковой дивизии СС «Викинг»
- Железный крест
  - 2-го класса (июнь 1941)
  - 1-го класса (1942) — за спасение двух немецких солдат из горящего танка
- Медаль «За зимнюю кампанию на Востоке 1941/42»
- Нагрудный знак «За ранение» 3-й степени
- Медаль «За заботу о немецком народе» — за медицинское обслуживание раненых военных и гражданских на Восточном фронте
- Крест военных заслуг 2-го класса с мечами — за действия во время эпидемии тифа в концлагере Аушвиц.

## Галерея

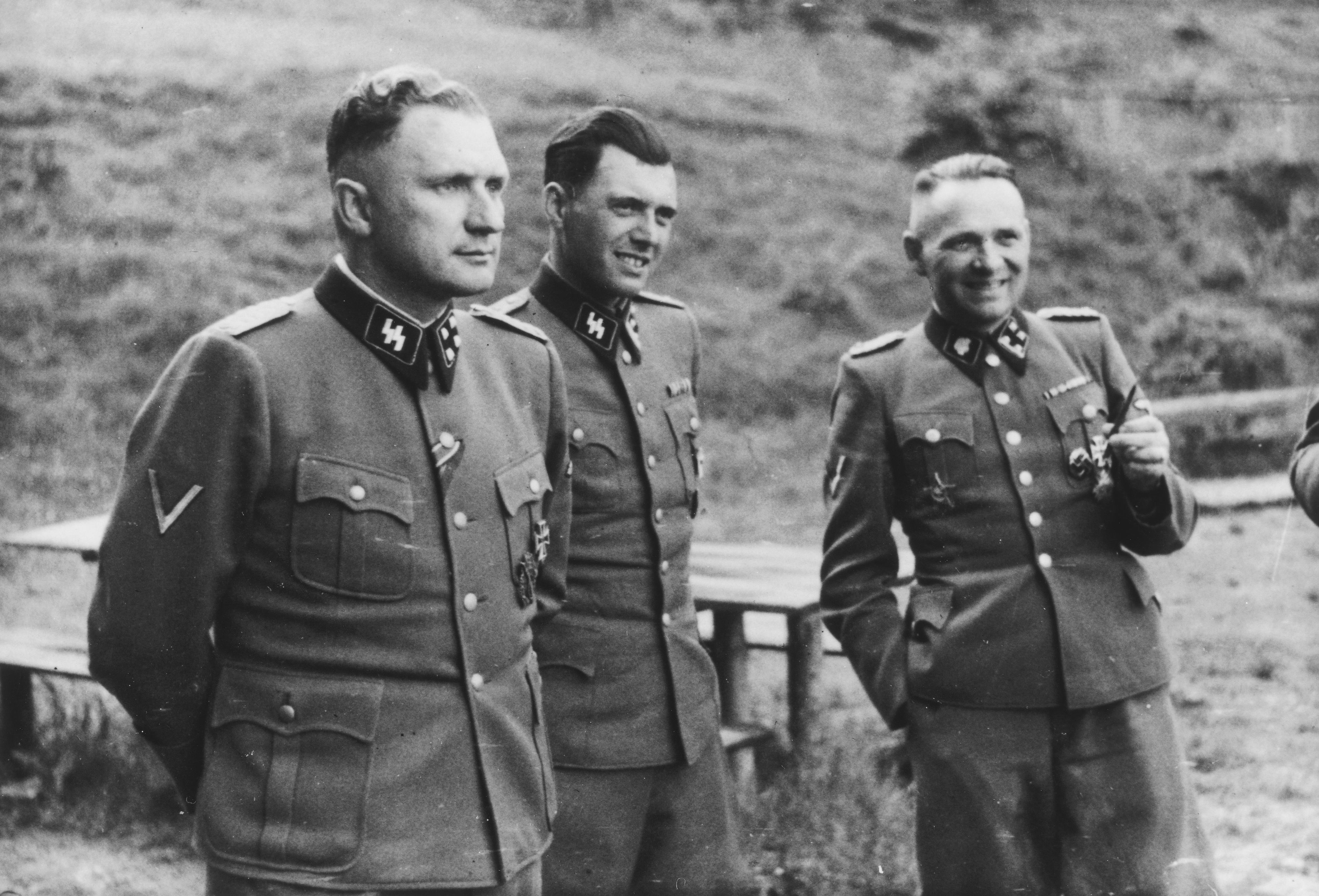
Слева направо: Рихард Бер, Йозеф Менгеле, Рудольф Хёсс (Аушвиц, 1944)
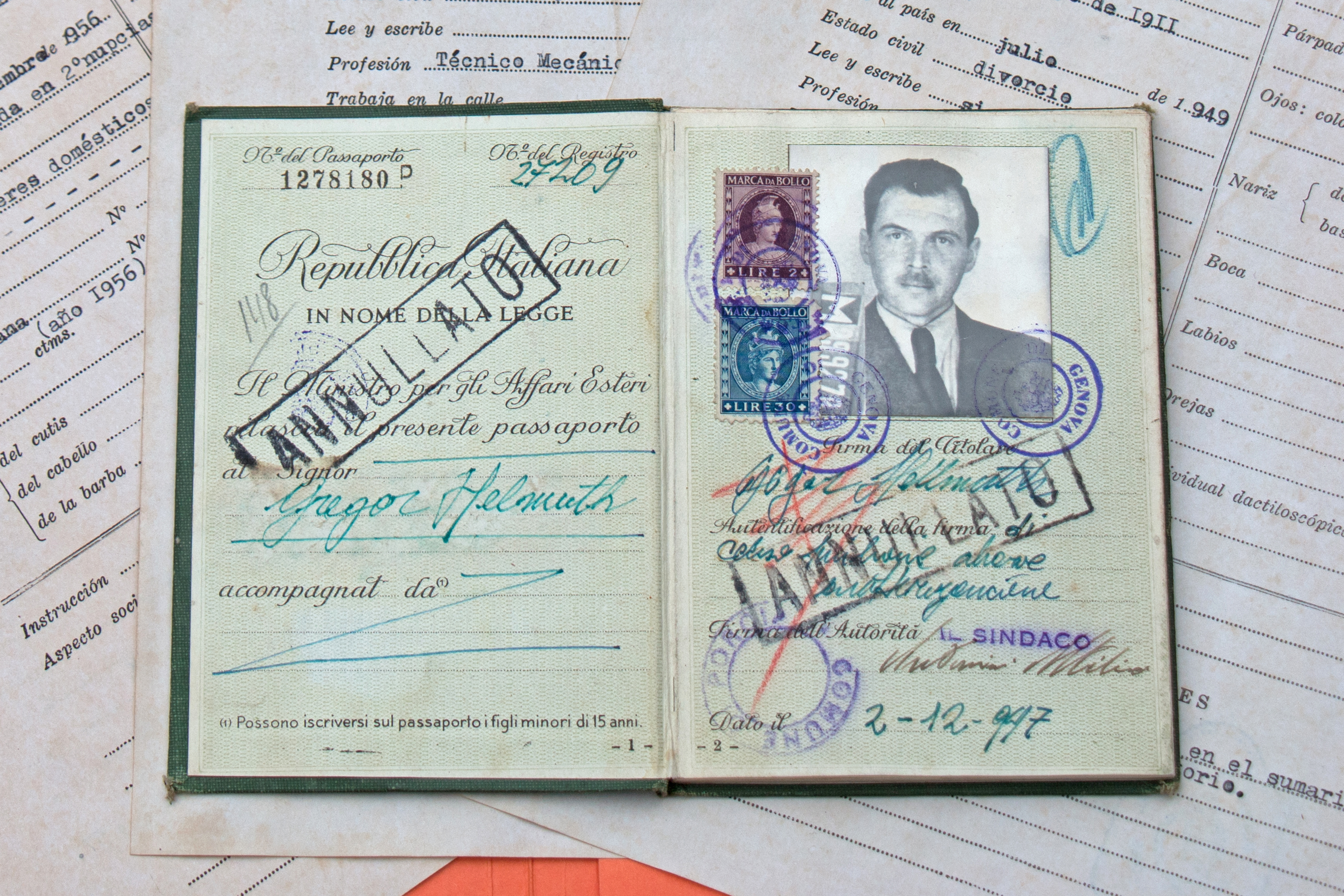
Итальянский заграничный паспорт Менгеле, выданный на имя Гельмута Грегора.